# 澳大利亚纪念物
澳大利亚纪念物包括多种不同的形式，例如雕塑、喷泉、自然地标与建筑物等。虽然部分澳大利亚纪念物具有国家意义；但大部分的纪念物还是由地方社区团体建造并维护，而且它们也大多只在所在地范围内具有重要意义。尽管澳大利亚纪念物有诸多作用，例如作为景点供游客观赏，但它们最主要的作用还是“保护、延长或保存未来的社会记忆”。这种社会记忆可能与从殖民历史到当地工商业再到文化、体育、娱乐的任何事物有关。澳大利亚的纪念物反映了国家的社会和政治历史，并通过纪念选定的时刻而有助于塑造澳大利亚历史的讲述方式。尽管澳大利亚的很大一部分是沙漠，但人口高度城市化，因此城市中也有一些值得注意的纪念物。

## 人类定居之前

### 乌鲁鲁
乌鲁鲁是位于澳大利亚北领地的一块砂岩地层，距离此处最近的人类聚居点在450公里之外的爱丽丝泉。它不仅是一处受保护的世界遗产，同时还是当地原住民皮詹贾贾拉人的圣地。自1930年代以来，这里便一直是吸引公众前往的旅游景点，2023年吸引了约16万人次前来观光。

## 其他的纪念物
| 纪念物         | 所在地                     |
| -------------- | -------------------------- |
| 大菠萝         | 昆士兰州乌姆拜             |
| 大美丽奴羊     | 新南威尔士州古尔本         |
| 大香蕉         | 新南威尔士州科夫斯港       |
| 袋鼠岛         | 南澳大利亚州袋鼠岛         |
| 墨尔本板球场   | 维多利亚州墨尔本           |
| 鲨鱼湾         | 西澳大利亚州加斯科因       |
| 悉尼皇家植物园 | 新南威尔士州悉尼           |
| 十二门徒石     | 维多利亚州坎贝尔港国家公园 |